# Apeldoorn
Ne doit pas être confondu avec Apeldoorn (ville).
Apeldoorn est une commune néerlandaise (depuis le 1er janvier 1812), située en province de Gueldre, et comptant 168 551 habitants en 2024. Elle abrite notamment le palais Het Loo, ancien château de la famille d'Orange-Nassau, qui est aujourd'hui un musée national.

## Histoire
Lors de la traditionnelle fête de la Reine, le jeudi 30 avril 2009 à Apeldoorn aux Pays-Bas, à environ 600 mètres du palais royal Het Loo, un homme de 38 ans, Karst Tates, a lancé sa voiture, une Suzuki Swift, contre le cortège royal, tuant sur le coup 6 personnes (dont 3 enfants) dans la foule venue assister à la fête.
La famille royale était visée dans l'attentat.

## Municipalité
À côté de la ville d'Apeldoorn se trouvent les zones résidentielles suivantes de la municipalité d'Apeldoorn :
| Nom              | Population (2023) |
| ---------------- | ----------------- |
| Apeldoorn        | 141 255 habitants |
| Beekbergen       | 4 925 habitants   |
| Beemte Broekland | 1 055 habitants   |
| Hoenderloo (*)   | 1 340 habitants   |
| Hoog Soeren      | 235 habitants     |
| Klarenbeek (**)  | 1 755 habitants   |
| Lieren           | 1 335 habitants   |
| Loenen           | 3 345 habitants   |
| Radio Kootwijk   | 100 habitants     |
| Uddel            | 3 435 habitants   |
| Ugchelen         | 6 310 habitants   |
| Wenum-Wiesel     | 2 110 habitants   |

(* Hoenderloo se trouve également en partie dans la commune d'Ede.)
(** Klarenbeek se trouve également en partie dans la commune de Voorst.)
Autres:
- Assel
- Engeland
- Gerritsflesch
- Groenendaal
- Hooilanden
- Nieuw-Milligen
- Oosterhuizen
- Woeste Hoeve
- Woudhuis

## Lieux et monuments touristiques
- Palais Het Loo
- Le château Het Oude Loo
- Apenheul La Forêt des Singes
- Parc d'attractions Koningin Juliana Toren.

## Galerie

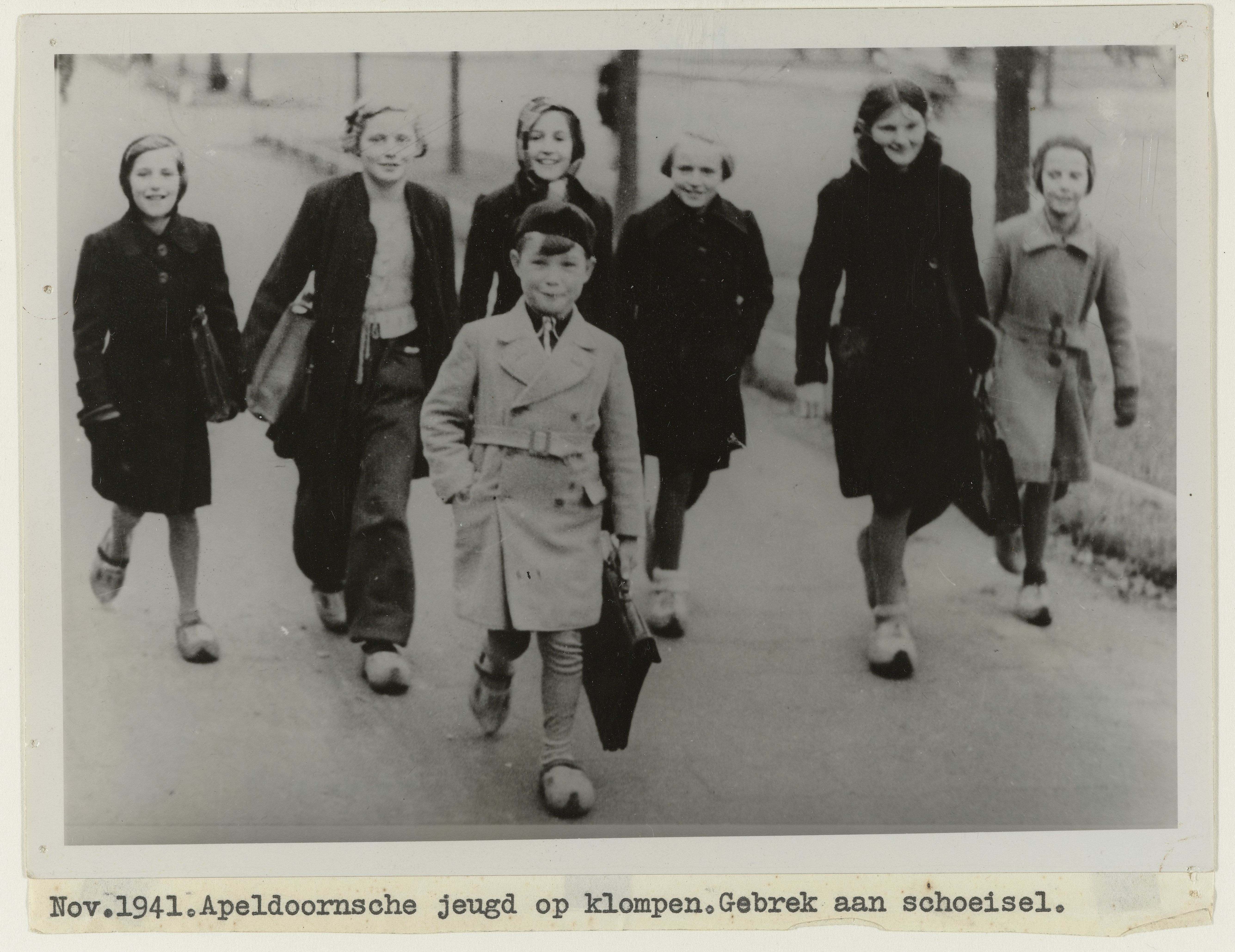
Écoliers chaussés de sabots, Apeldoorn, novembre 1941
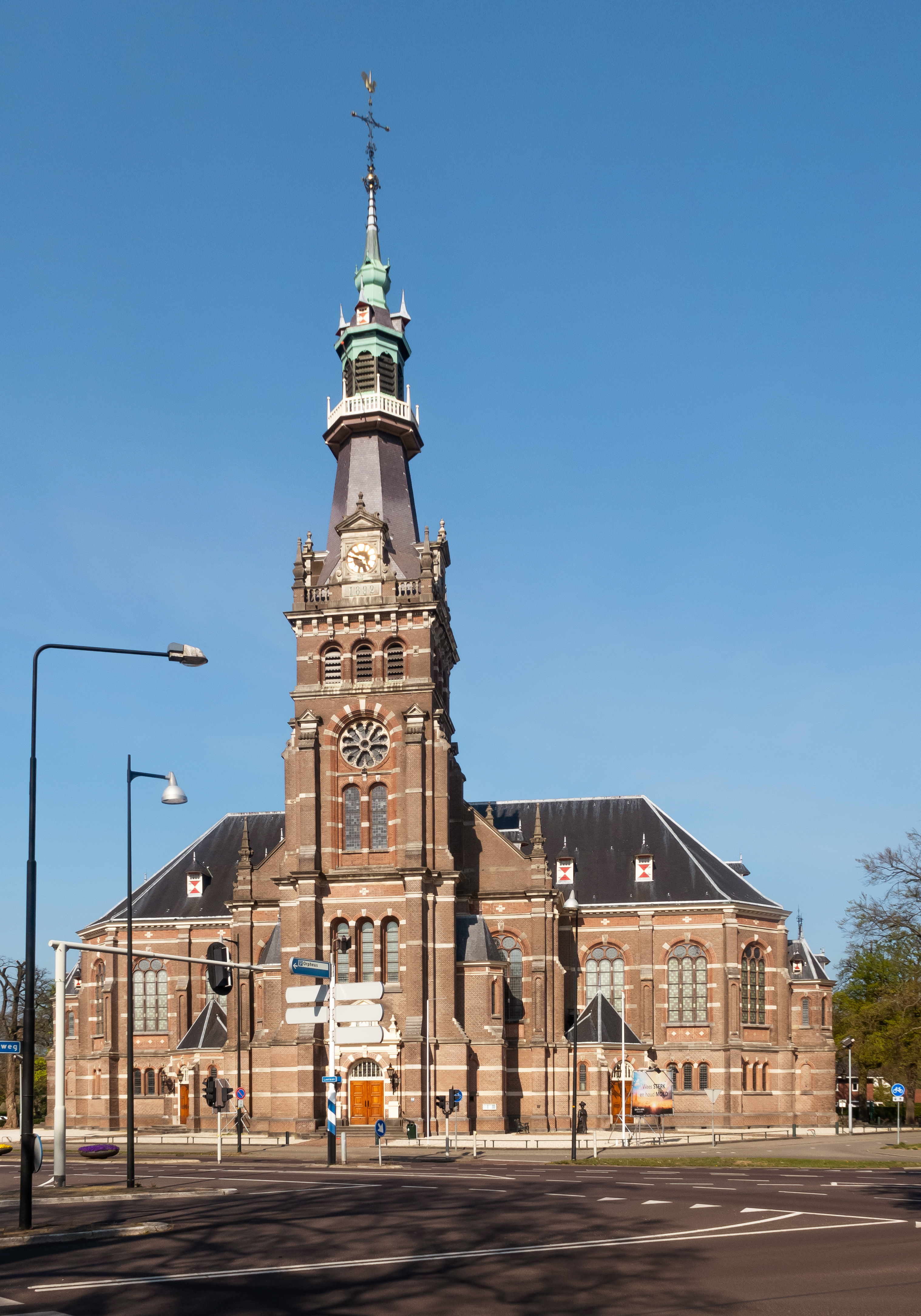
De Grote Kerk, « la grande église ».
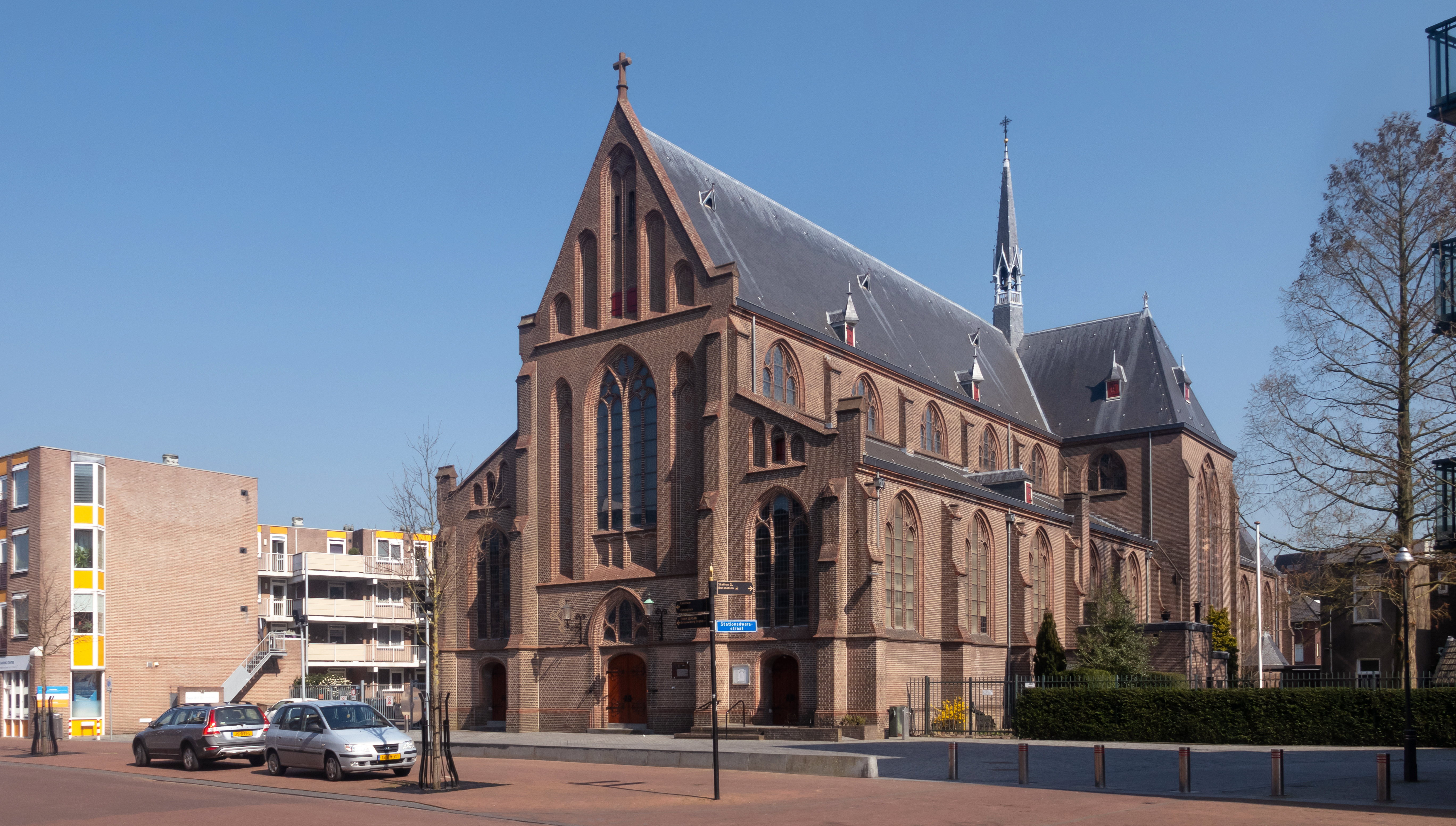
De Mariakerk, « l'église de Marie ».
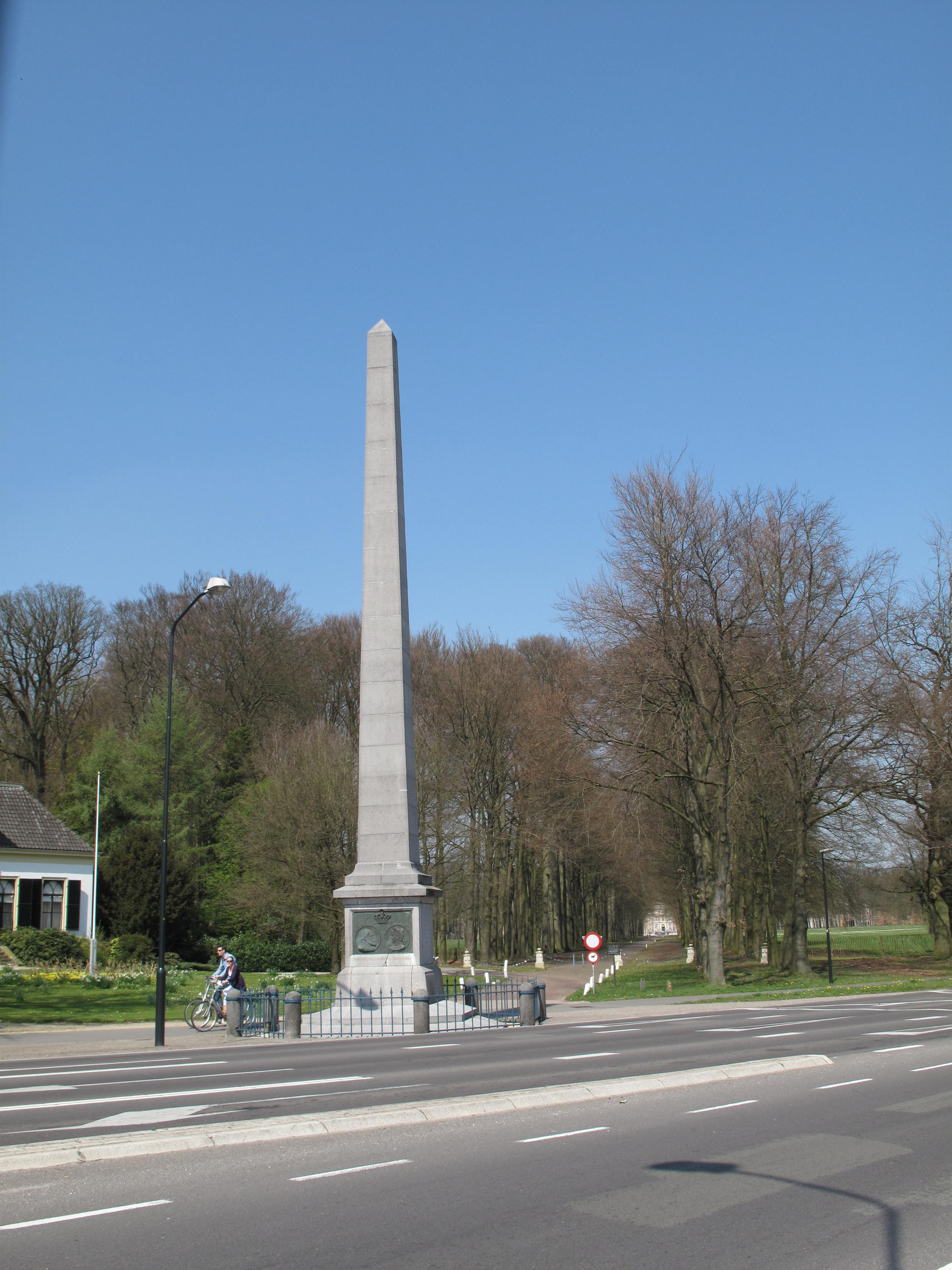
De Naald, « l'aiguille ».

## Politique et administration

### Liste des bourgmestres successifs
| Portrait                                       | Identité                                                                        | Période          | Période                      | Durée                     | Étiquette                                        |
| Portrait                                       | Identité                                                                        | Début            | Fin                          | Durée                     | Étiquette                                        |
| ---------------------------------------------- | ------------------------------------------------------------------------------- | ---------------- | ---------------------------- | ------------------------- | ------------------------------------------------ |
| Henri Paul Jules Tutein Nolthenius             | Henri Paul Jules Tutein Nolthenius (d) (9 mars 1861 - 8 décembre 1930)          | 1897             | 1910                         | 13 ans                    |                                                  |
| Willem Roosmale Nepveu                         | Willem Roosmale Nepveu (d) (1866 - 1950)                                        | 1910             | 1934                         | 24 ans                    |                                                  |
| Cypriaan Gerard Carel Quarles van Ufford       | Cypriaan Gerard Carel Quarles van Ufford (d) (3 décembre 1891 - 4 février 1985) | 1934             | 1941                         | 7 ans                     | Union chrétienne historique                      |
| Cornelis den Besten                            | Cornelis den Besten (d) (né le 21 septembre 1894)                               | 1941             | 1942                         | 1 an                      | Mouvement national-socialiste aux Pays-Bas       |
| Dirk Frans Pont                                | Dirk Frans Pont (d) (4 avril 1893 - 14 février 1963)                            | 1942             | 1945                         | 3 ans                     | Mouvement national-socialiste aux Pays-Bas       |
| Cypriaan Gerard Carel Quarles van Ufford       | Cypriaan Gerard Carel Quarles van Ufford (d) (3 décembre 1891 - 4 février 1985) | 1945             | 1946                         | 1 an                      |                                                  |
| Loek des Tombe                                 | Loek des Tombe (d) (19 février 1907 - 12 juin 1987)                             | 1946             | 1972                         | 26 ans                    | Union chrétienne historique                      |
| Frans Theodoor Dijckmeester                    | Frans Theodoor Dijckmeester (d) (23 juin 1917 - 18 février 2003)                | 1972             | 1981                         | 9 ans                     | Union chrétienne historique                      |
| Pieter Beelaerts van Blokland le 16 juin 1981. | Pieter Beelaerts van Blokland (8 décembre 1932 - 22 septembre 2021)             | 1981             | 1985                         | 4 ans                     | Appel chrétien-démocrate                         |
| Ton Hubers                                     | Ton Hubers (d) (2 octobre 1932 - 6 décembre 2005)                               | 1986             | 1993                         | 7 ans                     | Appel chrétien-démocrate                         |
| Harm Bruins Slot                               | Harm Bruins Slot (d) (né le 16 août 1948)                                       | 1994             | 1998                         | 4 ans                     | Appel chrétien-démocrate                         |
| Fred de Graaf                                  | Fred de Graaf (né le 28 février 1950)                                           | 1999             | 1er octobre 2011 (démission) | 12 ans                    | Parti populaire pour la liberté et la démocratie |
| Hans Esmeijer, 24 mai 2012.                    | Par intérim : Hans Esmeijer (d) (né le 2 avril 1946)                            | 1er octobre 2011 | 24 mai 2012                  | 7 mois et 23 jours        | Appel chrétien-démocrate                         |
| John Berends, 24 mai 2012.                     | John Berends (d) (né le 26 avril 1956)                                          | 24 mai 2012      | 6 février 2019               | 6 ans, 8 mois et 13 jours | Appel chrétien-démocrate                         |
| Petra van Wingerden-Boers                      | Par intérim : Petra van Wingerden-Boers (d) (née le 2 septembre 1954)           | 6 février 2019   | 18 décembre 2019             | 10 mois et 12 jours       | Parti populaire pour la liberté et la démocratie |
| Ton Heerts, 15 mai 2013.                       | Ton Heerts (d) (né le 12 décembre 1966)                                         | 18 décembre 2019 | En cours                     | 5 ans, 7 mois et 16 jours | Parti travailliste                               |

### Jumelages
| Ville | Ville                                         | Pays | Pays      |
| ----- | --------------------------------------------- | ---- | --------- |
|       | arrondissement de Charlottenbourg-Wilmersdorf |      | Allemagne |
|       | Banda Aceh                                    |      | Indonésie |
|       | District de Wilmersdorf                       |      | Allemagne |

## Sports
- Apeldoorn a organisé les championnats du monde de cyclisme sur route en 1925.
- Six jours d'Apeldoorn, une course cycliste qui n'a eu lieu qu'une fois, en 2009.
- Apeldoorn est la ville départ du Tour d'Italie cycliste, le 6 mai 2016.

## Personnalités
- Patrick Bakker, peintre.
- Paul Blokhuis, né en 1963, secrétaire d’État à la santé.
- Marc Bolland (1959-), homme d'affaires, est né à Apeldoorn.
- Peter Bosz, né en 1963, entraineur de football.
- Willem de Vos, né en 1954 à Apeldoorn, microbiologiste ; lauréat du prix Spinoza en 2008.
- Jennifer Evenhuis, née en 1973, actrice de cinéma et de télévision.
- Anna Griese-Goudkuil (1903-1945), résistante communiste.